# Jubilejný les
Jubilejný les je chráněný areál v katastrálním území Šaštín obce Šaštín-Stráže v okrese Senica v Trnavském kraji na Slovensku. Území bylo vyhlášeno v roce 1986 a jeho rozloha je 14,98 hektarů. Předmětem ochrany řada vzácných druhů dřevin v Záhorské nížině.